# Japan Advanced Institute of Science and Technology

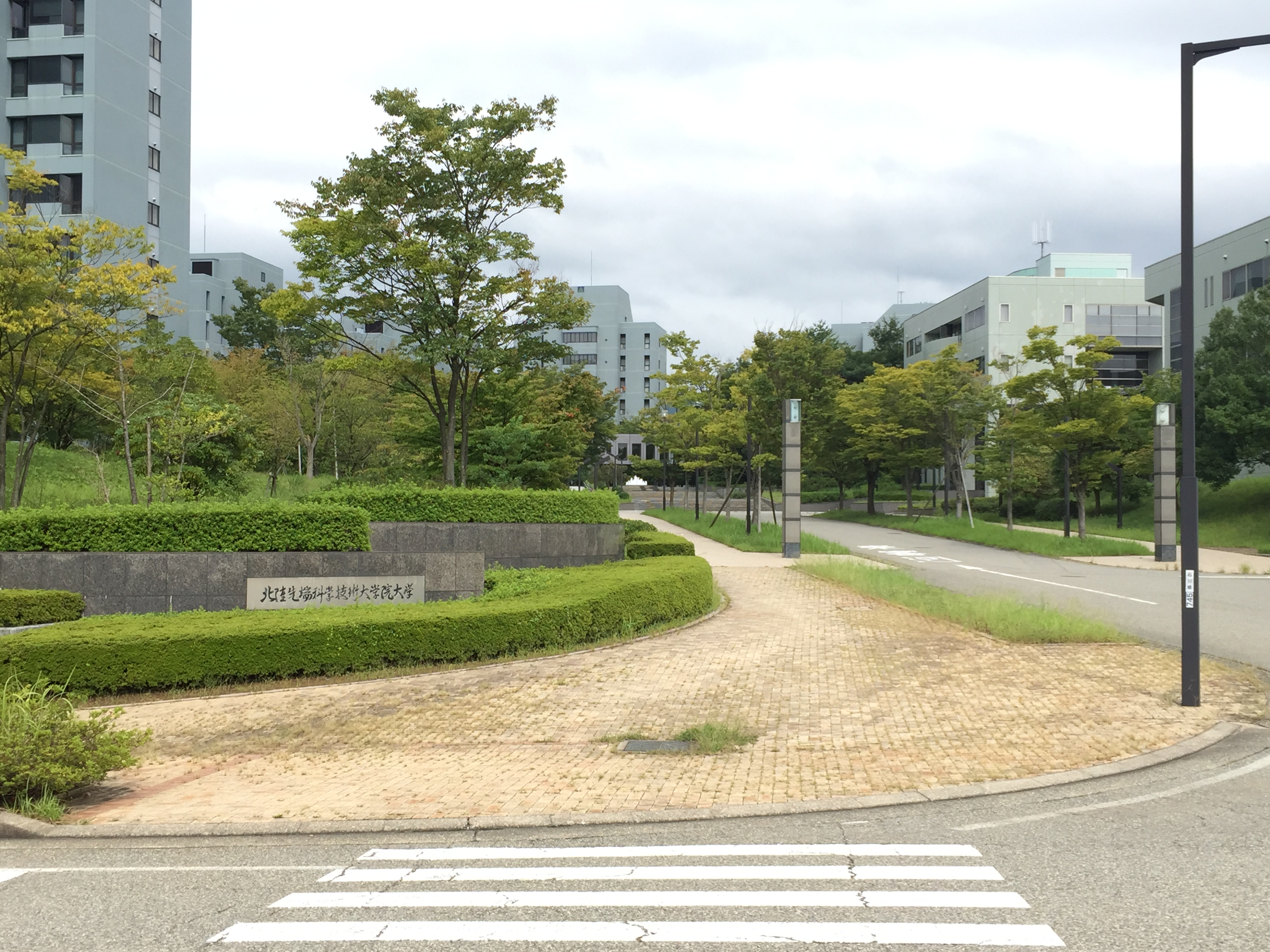
JAIST (2015)

Das Japan Advanced Institute of Science and Technology (engl. für jap. 北陸先端科学技術大学院大学 Hokuriku sentan kagaku gijutsu daigakuin daigaku, dt. „Graduiertenuniversität für Fortgeschrittene Wissenschaft und Technologie Hokuriku“, kurz: JAIST) ist eine staatliche Universität in Japan. Der Hauptcampus liegt in Nomi in der Präfektur Ishikawa. Sie hat eine Satellitenbüro in Kanazawa und einen Satellitencampus in Tokio (35° 37′ 35,8″ N, 139° 44′ 31,4″ O).
Weil die Universität eine Graduiertenuniversität ist, fehlen ihr die Bachelorstudiengänge; sie besteht aus Masterstudiengängen und Doktorkursen.
Die Universität wurde im Oktober 1990 gegründet, und 1992 betraten die ersten Studenten die Masterstudiengänge, 1994 dann die Doktorkurse.

## Fakultäten
- Graduiertenschule für Fortgeschrittene Wissenschaft und Technologie (Masterstudiengänge und Doktorkurse)
  - Division für Fortgeschrittene Wissenschaft und Technologie
    - Schule für Knowledge Science
    - Schule für Informationswissenschaft
    - Schule für Materialwissenschaft

  - Division für Transdisziplinäre Wissenschaften (Zusammenarbeit mit der Universität Kanazawa)[7]